# 宮内一朗
宮内一朗（みやうち いちろう、1955年〈昭和30年〉12月 - 2024年4月20日〈令和6年〉）は、日本の元子役。

## 概要
鹿児島県南さつま市坊津町秋目に生まれる。

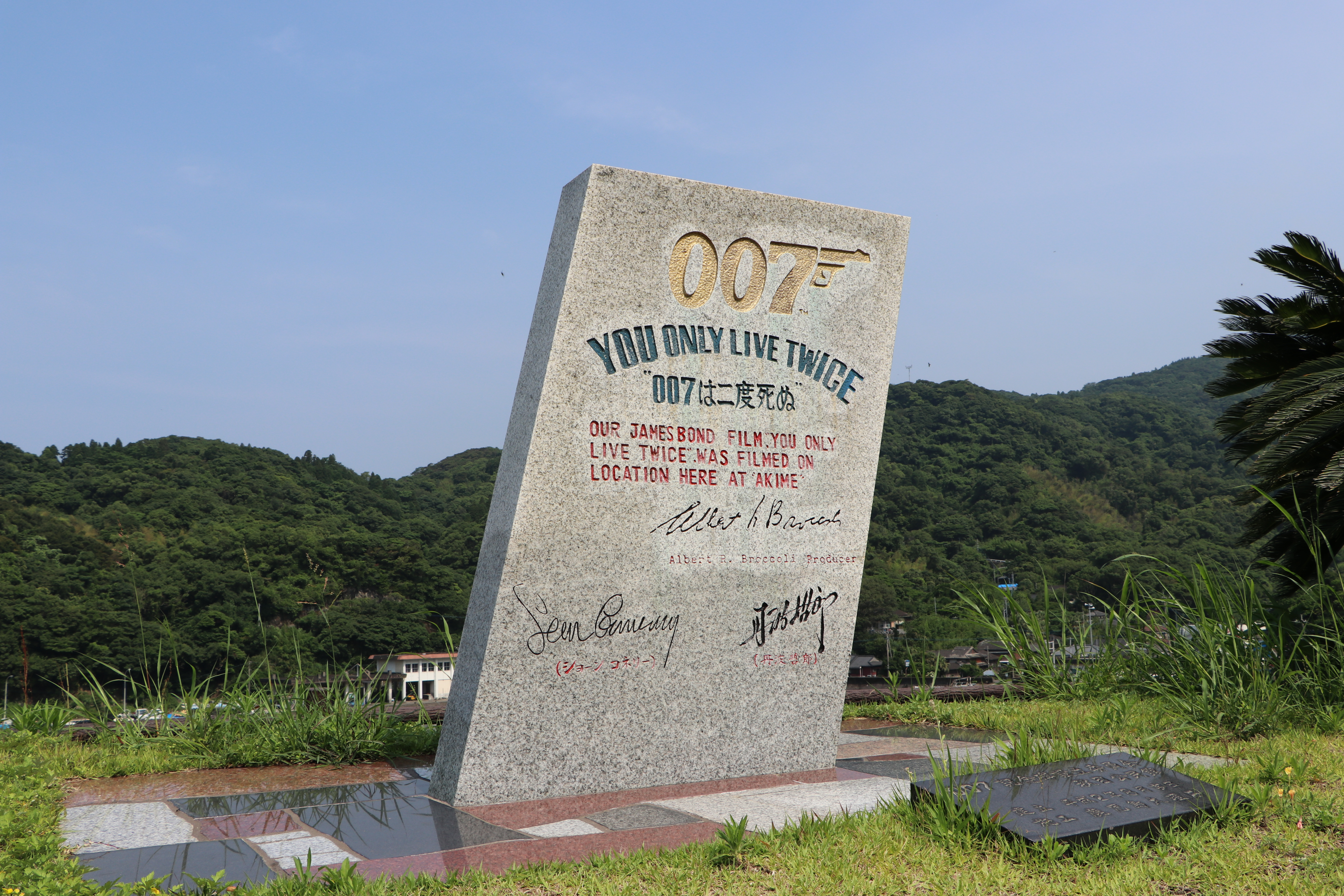
『007は二度死ぬ』の撮影記念碑。

ショーン・コネリー主演の007は二度死ぬにエキストラとして出演。以降は一般社団法人の007 AKIMEが主催する007秋目サミットの秋目サミット実行委員会委員長を務める等、同地域の活性化に貢献するも病に倒れ、2024年に死去。68歳没。亡くなる2ヶ月前に九州朝日放送(KBC)で放送された前川清の笑顔まんてんタビ好キの2月25日に放送された563回が生前最後の出演。